# 盧カン
盧 𢝖（ろ かん、生年不詳 - 786年）は、唐代の官僚。本貫は范陽郡涿県。

## 経歴
潁王府諮議参軍の盧子騫の子として生まれた。貞観年間の工部侍郎の盧義恭の玄孫にあたる。若くして蔭官により仕官し、職にあっては才幹と器量で知られた。閬州録事参軍・監察御史・殿中侍御史・金州刺史を歴任した。宰相の楊炎に厚遇され、長安に入朝して左司郎中・京兆少尹となり、京兆尹に進んだ。盧𢝖は学問がなかったが、権貴要人によく仕えて、その統治は苛酷で荒っぽいものであった。盧𢝖は宰相の盧杞に憎まれて、弾劾を受け、撫州司馬同正に左遷された。のちに饒州刺史に転じた。貞元元年（785年）、福州刺史・福建観察使となった。貞元2年（786年）7月乙未、病没した。

## 伝記資料
- 『旧唐書』巻126 列伝第76